# Anasztázia görög királyi hercegné
Anasztázia görög királyi hercegné (született None May Nancy Stewart) (teljes nevén Anastasia None May Nancy Stewart Worthington Leeds Glücksburg) (Cleveland, Ohio, 1870 körül – London, 1923. augusztus 29.) amerikai milliomosnő, házassága révén görög és dán királyi hercegné.

## Élete
Nancy Stewart 1870 körül született a jómódú amerikai gyáros, William Charles Stewart és Mary Holden leányaként. Kisgyermekként otthoni oktatásban részesült, tizenhét éves korában iratták be a farmingtoni Miss Porter Iskolájába (angolul: Miss Porter's School). Nem sokkal azután, hogy bevezették a társasági életbe, Nancy megismerkedett egy gazdag bankárral, George Harry Worthingtonnal, akihez 1894-ben feleségül ment. A házaspárnak nem született gyermeke, és 1898-ban el is váltak. Még ugyan abban az évben nőül ment egy milliomoshoz, William Bateman Leeds-hez, akitől egyetlen fia született:
- ifj. William Bateman Leeds (1902. szeptember 19. – 1971. december 31.), nőül vette Kszenyija Georgijevna orosz hercegnőt.

1908. június 20-án elhunyt William Bateman Leeds, feleségére hagyva hatalmas vagyonát. Nancy a pénzből európai utazásokat tett, végül át is költözött Európába. Szerette a luxust, gyűjtötte az ismert festők alkotásait, az ékszereket és a szép bútorokat. Biarritz-ban megismerkedett Kristóf görög királyi herceggel, I. György görög király fiával. A herceg beleszeretett Nancyba, és nőül akarta venni. 1914-ben hozták nyilvánosságra kapcsolatukat, ám a görög királyi család nem engedélyezte a frigyet, mivel Nancy nem származott királyi vérből.
1917-ben száműzték I. Konstantin görög királyt és a királyi család több tagját. Svájcba menekültek, ahol Nancy jelentős anyagi segítséget nyújtott nekik. A család végül megenyhült, így 1920. február 1-jén, Vevey-ben megtartották az esküvőt. Nancy áttért a görög ortodox hitre, és felvette az Anasztázia nevet. I. Konstantintól hercegnéi rangot kapott, így hivatalosan Anasztázia görög és dán királyi hercegné lett belőle. A házaspár az olaszországi Palermóban telepedett le, itt építették fel a Villa Anastasia névre hallgató otthonukat. Anasztázia hercegné anyósa, Olga királyné később odaköltözött hozzájuk, és velük élt egészen 1926-ban bekövetkezett haláláig.
1923. augusztus 29-én Londonban Anasztázia hercegné rák következtében meghalt. Tatoin, a görög királyi család temetkezőhelyén temették el.

## Források

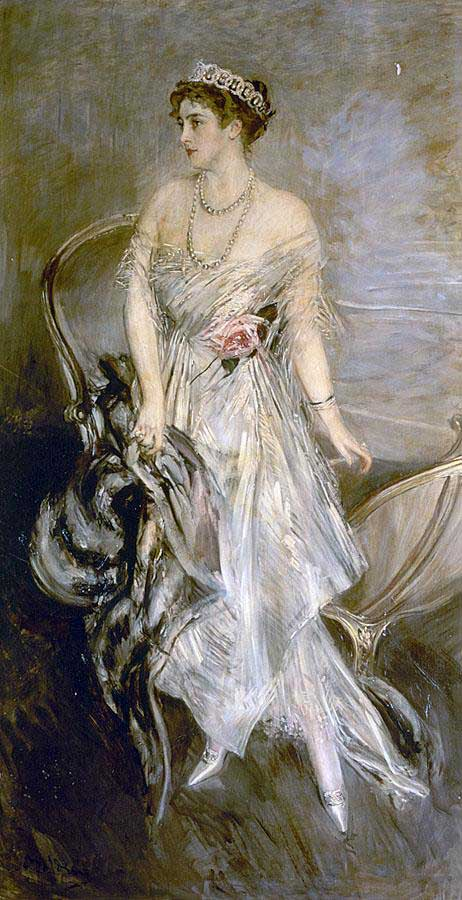
Anasztázia hercegné 1914-ben